# Lehmskulptur

Entstehung einer Lehmplastik mit Skelettbau und Vorlage

Eine Lehmskulptur ist eine hauptsächlich aus ungebranntem Lehm bestehende Skulptur, die als selbständiges Werk der bildenden Kunst oder als ein Gestaltungselement der angewandten Kunst geschaffen wurde.

## Hintergrund und Material
Mit Lehm wird seit Urzeiten gebaut. Die Tonmineralien bilden in der Verwendung des Lehms das stabilisierende Element. Durch den physikalischen Trocknungsprozess wird der feuchte Lehm zum festen Baustoff. In Verbindung mit weiteren Zusätzen (z. B. Dung, Stroh, Kalk, Haare, Blut etc.) wird Lehm fester und wetterbeständiger. Der Lehmziegel ist demnach der „Urstein“ aller menschlichen Architektur.
Terrakotta, die Technik der gebrannten Erde (fired clay), nimmt eine Sonderstellung ein. Hier ist der Lehm durch den Prozess der Erhitzung auf molekularer Basis irreversibel verändert.

## Mythologie und Religion
Adam, „von Erde genommen“ (hebräisch adamah / rote Erde) vom Schöpfer aus Lehm geformt, können als erste Lehmskulptur gelten. Auch die Dogon in Mali gehen davon aus, von Amma, dem Schöpfergott, einst aus Lehm geformt worden zu sein. Mythen und Geschichten ranken sich ebenso um den Golem, ein aus Lehm geformtes Wesen der kabbalistischen Überlieferung des Mittelalters.

## Geschichte und Verbreitung
Der Mensch nutzte Lehm zur Auskleidung und zur künstlerischen Gestaltung von Höhlen. Die Höhlenmalereien am Ausgang der Eiszeit wurden zum Teil unter Verwendung lehmiger Erdfarben geschaffen. Die Verwendung von Ton und Lehm zur Herstellung von Figuren mündete später in die Töpferkunst.
Größere Lehmskulpturen und Bauwerke wurden von den Maya und Ägyptern, in China, Indien, im Jemen und in Mali errichtet. Viele erfüllten sowohl architektonische als auch sakrale Zwecke. In den Anden entdeckte man Ende des 19. Jahrhunderts an der Mündung des Moche-Flusses die beeindruckenden Reste von zwei monumentalen Pyramiden aus luftgetrockneten Ziegeln. Die Huaca del Sol misst an ihrer Basis 288 × 133 Meter und hatte vermutlich eine Höhe von 48 m. In Vorderasien entstanden ganze Städte aus Lehm wie Sanaa oder die Zitadelle der Stadt Bam im heutigen Iran. Der biblische babylonische Turmbau (Genesis 11, 2–4) bestand aus Lehm. Afrikanische und südamerikanische Kunst ist mit der Verwendung des Erdelements verbunden.
Funde aus der Kofun-Periode, etwa der Dule-Tempel und die Terrakottakrieger aus dem Grab des ersten chinesischen Kaisers Qin Shi Huang Di, weisen auf eine weite Verbreitung des Materials Ton auch in der chinesischen Kunst hin. Im 10. bis zum 13. Jahrhundert wurden im Himalaya zahlreiche Buddhadarstellungen aus Lehm erstellt.

## Moderne Formen
Moderne Formen des Lehmskulpturenbaus finden sich neben der ebenso weitverbreiteten Lehmbauarchitektur in den Bereichen Kunst und Umweltpädagogik, aber auch zur Herstellung von Gussformen (Kunst- und Glockengusstechnik) und im Virtual Engineering (z. B. Prototypenbau für Autos oder Flugzeuge).

## Protagonisten
Der zeitgenössische künstlerische Umgang mit dem Baustoff Lehm reicht von den „Ceramic Houses“ des Lehmbauarchitekten Nader Khalili über die Kunstbauten des Malers und Bildhauers Hannsjörg Voth bis zu den Lehm(spiel)skulpturen des Künstlers Rainer Warzecha in Berlin. Weit über den englischsprachigen Raum hinaus bekannt ist der schottische Künstler Andy Goldsworthy, der vor allem für seine temporären Arbeiten Lehm benutzt. Kiko Denzer aus den Vereinigten Staaten gestaltet Lehmöfen zumeist in Tierform. 
Der Österreicher Martin Rauch verwendet Stampflehmtechniken und hat in Berlin die Kapelle der Versöhnung errichtet. Seine Arbeiten wie auch Projekte von Gernot Minke (Dome und Kuppelgewölbe) sind, auch wenn sie sich künstlerischer Formen bedienen, vor allem Lehm-Architekturen. Die Rückbesinnung auf natürliches Bauen und Gestalten hat inzwischen weitere Vertreter hervorgebracht.
Unter den modernen Klassikern sind neben Joseph Beuys sicher Alberto Giacometti und Henry Moore hervorzuheben, die ihre späteren Bronzeplastiken zuerst in Lehm formten. Doch bedienten sich Bildhauer in Entwurf und Ausführung ihrer Arbeiten zu allen Zeiten der Vorzüge des Gestaltmaterials Lehm.